# Nyáry Rudolf
Bedeghi és berencsi gróf Nyáry Rudolf (Gbellán, 1828. május 30. – Nagytapolcsány, 1900. augusztus 22.) esztergomi kanonok, vallásos író.

## Élete és munkássága
A gróf bedeghi és berencsi Nyáry család sarja. Édesapja, gróf Nyáry Rudolf (1804-1851), édesanyja, nagybossány et nagyugróczi Bossányi Anna (1807-1877) volt. A középiskola befejezése után 1843-ban felvétetett az esztergomi főegyházmegye papnövendékei közé. Miután egy évet a pozsonyi Emericanumban töltött, az 1844-45. tanévtől a bölcseletet és teológiát Nagyszombatban hallgatta. 1851. július 27-én szentelték pappá, mint szertartó, Scitovszky hercegprímás udvarában nyert alkalmazást, majd szentszéki jegyző, titkár és 1863. július 20-án hercegprímási irodaigazgató lett. 1860. július 31-én a Vaskoronarenddel tüntették ki. 1864. június 10-én az esztergomi kanonok lett. 1867-ben lemondott és az ausztriai Rabensteinbe vonult vissza. 1892-ben Nagytapolcsányban telepedett le. Tagja volt a római Arcas tudományos társaságnak, 
1898-ban takarékpénztári igazgatónak is megválasztották. Sírfeliratát maga írta meg ekképen: "A mi bedeghi gróf Nyáry Rudolf leköszönt esztergomi kanonokban halandó vala, az e hantok alatt van letéve a föltámadás napjára. Lelke békességben nyugodjék. Amen." Írásai Várnai álnév alatt jelentek meg a Magyar Sionban.

## Főbb művei
- A pápa világi uralma (1870),
- Hogy volt? (1872),
- Mit vétettek a jezsuiták? (1872),
- Tanulmány az iskoláról (1873),
- Tavaszodik (1873),
- Írói tanácsok (1873),
- Levél a szerkesztőhöz (1874),
- Adatok a spiritismushoz (1877),
- A század legendája (1878),
- Canterbury Szt. Tamás (1882),
- Karcolatok (1885),
- Homo sapiens ferus (1887),
- Humanizmus vagy charitas? (1889),
- Az ember az újabb apológiákban (1891),
- Wolsey Tamás bíbornok (1892).